# کوسه بلعنده سیاه‌باله
کوسه بلعنده سیاه‌باله (نام علمی: Centrophorus isodon) نام یک گونه از تیره میان‌ربایندگان است.